# Spodnja Branica
Spodnja Branica falu Nyugat-Szlovéniában, a Goriška statisztikai régióban, Branik településtől délnyugatra, közvetlenül a Karszt-fennsík alatt helyezkedik el. Közigazgatásilag Nova Goricához tartozik. Lakosságának száma 115 fő.

## Fordítás
- Ez a szócikk részben vagy egészben  a   Spodnja Branica című angol Wikipédia-szócikk ezen változatának fordításán alapul.  Az eredeti cikk szerkesztőit annak laptörténete sorolja fel. Ez a jelzés csupán a megfogalmazás eredetét és a szerzői jogokat jelzi, nem szolgál a cikkben szereplő információk forrásmegjelöléseként.